# Jacques Vidal
Jacques Vidal (* 13. Oktober 1949 in Athis-Mons) ist ein französischer Bassist des Modern Jazz.

## Leben und Wirken
Vidal begann sich mit 17 Jahren für Jazz zu interessieren. Er belegte einen Schlagzeugkurs bei Kenny Clarke und wechselte dann zum Kontrabass, den er auf dem Konservatorium von Versailles studierte.  Von 1969 bis 1970 war er Mitglied der ersten Ausgabe von Magma. Er tourte dann mit Philly Joe Jones, Pepper Adams und Barry Altschul und trat seit 1978 mit Frédéric Sylvestre in Duos, Trios und Quartettformationen auf, mit denen er in den 1980er Jahren fünf Alben aufnahm. 1995 gründete er sein Quintett, mit dem er vier Alben veröffentlichte und sich zunehmend das Werk von Charles Mingus erschloss. Auch begleitete er Christian Escoudé, Lee Konitz, Mal Waldron, Byard Lancaster, Joachim Kühn und Glenn Ferris. Auch nahm er mit dem Richard Turegano Quintet auf.

## Diskographische Hinweise
- News of Bop (1995)
- Traverses (1996)
- Saïda (2000)
- Mingus Spirit (2007)
- Fables of Mingus (2011)

## Lexikalische Einträge
- The International Who's Who in Popular Music 2002